# Tokyo Babylon
Tokyo Babylon (東京BABYLON, Tōkyō Babylon) est une série de shōjo manga de CLAMP publiée entre 1990 et 1993 en sept volumes. L'histoire est adaptée en deux OAV de 45 minutes en 1994, ainsi qu'un film en 1993. Il est édité en français aux éditions Tonkam.

## Synopsis
Âgé de 16 ans, Subaru Suméragi, treizième chef du clan Suméragi, partage son temps entre sa sœur jumelle, Hokuto, son pseudo petit ami, Seishirō Sakurazuka, et son métier : Maître du Yin et du Yang (médium et exorciste). Les enquêtes du jeune homme nous entraînent à la découverte du côté sombre de la ville de Tōkyō et de ses habitants. Toutefois, Subaru ne semble pas fait pour ce métier et sa sœur ne manque pas de s'inquiéter pour lui. À raison semble-t-il puisqu'à plusieurs reprises, sans qu'aucun des deux jeunes gens ne le sache, l'aide discrète de Seishirō aura sauvé Subaru de justesse. Seulement Seishirō, lui, n'a rien d'un magicien. Il pratique le métier de vétérinaire, métier qu'aurait voulu exercer Subaru, et n'est pas censé posséder les mêmes facultés que son jeune ami. À moins bien sûr, qu'il ne soit pas ce qu'il prétend être. De son côté, Subaru a lui aussi quelques petits secrets. Bien que sa sœur l'entraîne à porter les vêtements les plus excentriques, la seule chose qu'il conserve toujours dans ses tenues, ce sont ses gants. Quel mystère est caché là dessous ?

## Personnages
- Subaru Sumeragi (皇昴流, Sumeragi Subaru?) est le 13e Chef du Clan Sumeragi, une famille d'onmyōji. Jeune garçon de 16 ans calme, gentil et serviable, il reste malgré tout très timide. Il porte constamment des gants pour une raison connue seulement de sa grand-mère[1].

- Hokuto Sumeragi (皇北都, Sumeragi Hokuto?) est la sœur jumelle excentrique de Subaru. Elle a l'esprit vif, est audacieuse et impulsive, tout l'opposé de Subaru. Bien qu'elle ne possède pas la puissance spirituelle de son frère, elle est capable de lancer ses propres sorts. Elle agit toujours dans le meilleur intérêt de Subaru. Hokuto est la créatrice des tenues « originales » qu'elle porte souvent avec son frère[1].

- Seishirō Sakurazuka (桜塚星史郎, Sakurazuka Seishirō?) est un vétérinaire de 25 ans qui prétend être amoureux de Subaru. Il est en réalité le Sakurazukamori, un onmyōji assassin qui a rencontré l'adolescent sept ans plus tôt[1].

## Manga
Le manga Tokyo Babylon a été publié par la Shinshokan dans les magazines South et Wings de 1990 à 1993. Les chapitres ont été compilés en 7 volumes tankōbon. La série est rééditée sous deux autres formats : au format bunkoban en 5 volumes (2000-2001) par la  Shinshokan et au format aizōban (Deluxe) en 3 volumes par Kadokawa Shoten (2012).
En France, la série paraît aux éditions Tonkam de février 1996 à septembre 1997. Cette première édition, en 7 volumes, reprend le format A5 et les premières pages couleurs de l'édition japonaise. La série est rééditée au format standard des mangas entre 2009 et 2010, en 5 tomes.

### Liste des volumes
| no | Japonais         | Japonais      | Français       | Français      |
| no | Date de sortie   | ISBN          | Date de sortie | ISBN          |
| --- | ---------------- | ------------- | -------------- | ------------- |
| 1 | 10 avril 1991    | 4-403-61250-4 | février 1996   | 2-910645-31-2 |
| Personnage en couverture : Subaru Sumeragi sur fond rougeListe des chapitres : - Vol.0 : T.Y.O. - Vol.1 : Babel - Vol.1,5 : Destinée |                  |               |                |               |
| 2 | 10 novembre 1991 | 4-403-61268-7 | avril 1996     | 2-910645-35-5 |
| Personnage en couverture : Subaru Sumeragi sur fond jauneListe des chapitres : - Vol.2 : Rêve - Annexe : Sourire                     |                  |               |                |               |
| 3 | 25 janvier 1992  | 4-403-61274-1 | juillet 1996   | 2-910645-45-2 |
| Personnage en couverture : Subaru Sumeragi sur fond vertListe des chapitres : - Vol.3 : Call A - Vol.3 : Call B                      |                  |               |                |               |
| 4 | 10 juillet 1992  | 4-403-61282-2 | octobre 1996   | 2-910645-56-8 |
| Personnage en couverture : Subaru Sumeragi sur fond roseListe des chapitres : - Vol.4 : Crime - Vol.5 : Save A - Vol.5 : Save B      |                  |               |                |               |
| 5 | 5 avril 1993     | 4-403-61304-7 | février 1997   | 2-910645-70-3 |
| Personnage en couverture : Subaru Sumeragi sur fond bleuListe des chapitres : - Vol.6 : Old - Vol.7 : Box - Vol.8 : Rebirth          |                  |               |                |               |
| 6 | 25 août 1993     | 4-403-61319-5 | juin 1997      | 2-910645-83-5 |
| Personnage en couverture : Subaru Sumeragi sur fond orangeListe des chapitres : - Vol.9 : News - Vol.10 : Pare                       |                  |               |                |               |
| 7 | 25 mars 1994     | 4-403-61339-X | septembre 1997 | 2-910645-93-2 |
| Personnage en couverture : Subaru Sumeragi sur fond blancListe des chapitres : - Vol.11 : End - Annex : Secret - Annex : Start       |                  |               |                |               |

### Continuité
Les trois personnages sont charismatiques et leurs destinées se prolongeront dans le manga X, toujours inachevé à l'heure actuelle après 18 tomes.

## Adaptations

### Original video animation
Le manga a été adapté en 2 OAV avec des histoires inédites par le studio Madhouse en 1992 et 1993. Ils sont écrits par Tatsuhiko Urahata et réalisés par Koichi Chigira, avec les characters designs de Kumiko Takahashi. Le premier épisode voit Subaru enquêter sur une série d'accidents étranges sur le site de construction d'un immeuble ; dans le second, il rencontre un autre onmyoji qui aide la police à trouver un tueur en série. La productrice Yumiko Masujima se souvient de la difficulté de recréer l'atmosphère du manga dans les OAV. 
En France, les OAV sont éditées par Manga Entertainment sur support VHS en 1996. Les deux épisodes sont doublés en français.
Ils sont réédités par Black Bones sur support DVD en 2009. Le doublage français y est absent ; seuls les sous-titres français sont disponibles.

#### Doublage voix japonaises
- Kappei Yamaguchi : Subaru
- Takehito Koyasu : Seishirō
- Miki Itō : Hokuto

### Film
Tokyo Babylon/1999 est un thriller psychologique réalisé par Jōji Iida (en) en 1993, sur un scénario de Nanase Okawa. Le film est une adaptation live, la première d'une œuvre de CLAMP. Le récit se déroule cinq ans après la fin du manga et le scénario est inspiré du chapitre « Call.A » dans le tome 3 de Tokyo Babylon,. Yumiko Masujima, la productrice des OAV, a participé à la recherche des acteurs pour les rôles des personnages principaux. Il est sorti en K7 au Japon mais pas à l'international.

#### Synopsis
Subaru Sumeragi enquête sur la mort d'un ancien ennemi du Clan Sumeragi, Kaneyama. Avant sa mort, Kaneyama avait entrepris un nouveau projet : enseigner à un groupe de sept adolescentes comment utiliser la magie noire pour se venger de ceux qu'elles jugent coupables, en commençant par un professeur trop strict. Une des filles, Kurumi, commence à ressentir du remords ; cependant, elle est convaincue par les autres de continuer selon leurs plans. Quand Subaru tente de les stopper, elles lui déclarent qu'il est leur ennemi et l'attaquent. Subaru apprend que son ancien ami devenu son ennemi, l'assassin Seishirō Sakurazuka, était celui qui a tué Kaneyama et qu'il cible maintenant les jeunes filles.
Les filles deviennent de plus en plus malades à cause de l'utilisation de la magie et Subaru essaye de les sauver une fois de plus. Seishirō apparaît, affirmant qu'aucune des filles ne pouvait être sauvée. Subaru et Seishirō se battent, pour finalement être arrêtés par l'apparition du fantôme d'Hokuto Sumeragi, qui leur demande de s'arrêter pour elle. Seishirō part. À la fin, Kurumi dit qu'elle espère que les autres filles seront capables de renoncer à leurs projets vengeurs. Subaru ajoute qu'il souhaite la même chose.

#### Distribution
- Toshihide Tonesaku : Subaru Sumeragi
- Wataru Shihōdō : Seishirô Sakurazuka

## Produits dérivés

### Publications
- Art Book
Un Art Book nommé Tokyo Babylon Photographs est sorti en avril 1996 au Japon  (ISBN 4-403-65008-2) [6].